# VINTAGE (南佳孝のアルバム)
『VINTAGE』（ヴィンテージ）は、1987年6月3日にCBS・ソニーからリリースされた、南佳孝の11thオリジナル・アルバム（LP：28AH-2189 CT：28KH-2196 CD：32DH-680）。1994年11月2日にCD選書にて再発（SRCL-3069）。

## 概要
松本隆との共同プロデュースである10thアルバム『LAST PICTURE SHOW』から1年3か月ぶりの新作。
シングル「VIDEO CITY」(シングル・バージョン)（1987年2月26日）と、「GIRL」(シングル・バージョン)（1987年5月2日）の2曲が、本作ではリミックスを含む別バージョンにて収録。
歌詞ブックレット曲目表記ページの来生えつこの表記が来生えつ子と誤植になっている。
LPレコードとコンパクトカセットは全10曲入りであるがCDは全14曲となっている。「斜めの町」「Intro (〜Girl)」「Game & Dream」の3曲に加えて14曲目に「S.E」こと波の音の効果音が、発売当時のCD収録容量74分28秒に対して13曲目を終えてから容量ぎりぎりまで収録されている。波の音の効果音はアルバム『タヒチアン・パラダイス』（規格品番：32DG-40）からの引用で、歌詞ブックレットの曲目表記ページにもその旨が記されている。

## 収録曲
| 全作曲: 南佳孝。 |                                   |            |            |                         |       |
| #                | タイトル                          | 作詞       | 作曲・編曲 | 編曲                    | 時間  |
| 1.               | 「Prom Night」                    | 来生えつこ | 南佳孝     | 清水信之                | 5:18  |
| 2.               | 「Sweet Charity」                 | 高柳恋     | 南佳孝     | 清水信之                | 4:47  |
| 3.               | 「Taste Of Honey」                | 小西康陽   | 南佳孝     | 清水信之                | 3:40  |
| 4.               | 「A Day」                         | 来生えつこ | 南佳孝     | 清水信之                | 4:32  |
| 5.               | 「グラスの中のブルー・ノート」    | 田口俊     | 南佳孝     | 南佳孝                  | 5:24  |
| 6.               | 「斜めの街」                      | 来生えつこ | 南佳孝     | 大村雅朗                | 4:18  |
| 7.               | 「Intro (〜Girl)」                |            | 南佳孝     | 清水信之                | 0:45  |
| 8.               | 「Video City」(Remix Version)     | 松本隆     | 南佳孝     | 清水信之                | 4:29  |
| 9.               | 「柔らかな午後」                  | 高柳恋     | 南佳孝     | 井上鑑                  | 5:20  |
| 10.              | 「物語なき夏」                    | 小西康陽   | 南佳孝     | 南佳孝 Brass Arr.井上鑑 | 3:28  |
| 11.              | 「Game & Dream」                  | 来生えつこ | 南佳孝     | 松浦雅也                | 3:55  |
| 12.              | 「土曜・日曜」                    | 小西康陽   | 南佳孝     | 松浦雅也                | 3:28  |
| 13.              | 「Girl」(No Introduction Version) | 松本隆     | 南佳孝     | 清水信之                | 3:55  |
| 14.              | 「S.E」                           |            | 南佳孝     |                         | 19:25 |
| 合計時間:        | 合計時間:                         | 合計時間:  | 合計時間:  | 72:44                   |       |

### LPレコード・コンパクトカセット

#### SIDE A
1. Prom Night
2. Sweet Charity
3. Taste Of Honey
4. A Day
5. グラスの中のブルー・ノート

#### SIDE B
1. Video City (Remix Version)
2. 柔らかな午後
3. 物語なき夏
4. 土曜・日曜
5. Girl

## 参考資料
- オリコン『ALBUM CHART-BOOK COMPLETE EDITION 1970-2005』オリコン・マーケティング・プロモーション、2006年4月。ISBN 978-4-87131-077-2。